# Acrobatidae
Gli Acrobatidi (Acrobatidae) sono una famiglia di marsupiali dell'ordine dei Diprotodonti.
La famiglia comprende due specie, appartenenti a due diversi generi: Acrobates pygmaeus, in Australia, e Distoechurus pennatus, in Nuova Guinea. La prima specie è dotata di un patagio che le permette di effettuare voli planati. Distoechurus non ha la stessa caratteristica, ma si ritiene che discenda da una specie planatrice.
Tra le caratteristiche della famiglia vi è la lunga coda dotata di una doppia serie di peli ispidi che le danno un aspetto che ricorda quello di una piuma.